# Циртоцит

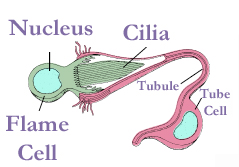
Циртоцит

Циртоцит, или мерцательная клетка, или терминальная клетка, пламенная клетка — проксимальная клетка протонефридия. Клетки имеют грушевидную форму. В полости цитроцита находится либо пучок ресничек, либо 1 или 2 жгутика. Колебательное движение ресничек похоже колебание пламени свечи поэтому их иногда называют пламенными клетками. Цитроциты встречаются у пресноводных беспозвоночных, включая плоских червей, коловраток и немертин.
Проскимальная часть клетки несёт лопастевидные выросты; на противоположной стороне находится пучок плотно упакованных ресничек, окружённый кольцом микровиллей. У животных из типа Gnathostomulida вместо пучка ресничек циртоцит несёт один жгутик. Биение пучка ресничек (или жгутика) обеспечивает ток жидкости по каналу. Микровилли циртоцита, совмещённые в шахматном порядке с микровиллями клетки канала, образуют фильтрационный аппарат.